# デビッド・ウィーンズ
デビッド・ウィーンズ（David Wiens、1964年9月7日 - ）は、アメリカの元プロのクロスカントリー・マウンテンバイクレーサーである。
国際的な「レッドビル・トレイル100 MTB」マウンテンバイクレースで、ツール・ド・フランスのフロイド・ランディスやランス・アームストロングを破って6連覇を達成したことで知られる。

## 経歴
2000年にマウンテンバイクの殿堂入りを果たしたウィーンズは、2003年から2008年まで毎年レッドビル・トレイル100 MTBレースで優勝している。同レースでは、2007年に、フロイド・ランディスを2分弱引き離し、同大会初となる、7時間台を切る6時間58分46秒で優勝。またその翌年2008年には、ツール・ド・フランスで7回優勝しているランス・アームストロングに2分弱の差をつけ、6時間45分45秒のコース新記録で再び優勝 。2009年のレッドビルでは、6時間57分02秒のタイムで、アームストロングに次ぐ2位に入賞。その他、1993年には全米クロスカントリー選手権にて、2004年には全米マラソン選手権でも優勝している。彼はUCIワールドカップレースでは計2回、NORBAナショナルシリーズでは多数優勝している。
ウィーンズは2006年、コロラド州ガニソン市に隣接する公有地のシングルトラック・トレイルを強化するために、非営利団体「ガニソン・トレイルズ」を設立した。2008年には人間工学に基づいて設計されたグリップ、サドル、パックなどを製造するドイツのブランド、エルゴン・バイク・エルゴノミクスの代理店を務めるようになった。2011年には、コンサルタント兼アンバサダーとして、レッドビル・レースシリーズで働くようになった。2012年、ウィーンズはガニソンにあるウェスタンステート・コロラド大学にマウンテンスポーツ・プログラムを設立した。マウンテンスポーツは、スキー、サイクリング、スノーボード、トレイルランニングの複数種目のトレーニングや競技を提供する、高等教育機関ならではのスポーツマーケティング・ブランドである。
その後、ウィーンズは2016年1月に、国際マウンテンバイク協会（IMBA）の理事に就任し、2016年11月に理事長に任命された。
ウィーンズは、元プロ・マウンテンバイク・レーサーでオリンピック銅メダリストのスーザン・ディーマテイと結婚し、ガニソンに数十年住んでいる。デビッドとスーザンの間には３人の息子がおり、そのうちの２人は現在コロラド州のデュランゴに居住している。